# Wolfgang Bayerlacher
Wolfgang Bayerlacher (* 14. August 1930 in Jehserig; † 4. November 2019 in Berlin) war ein deutscher Diplomat.

## Leben
Nach der Arbeit als Bergmann studierte Bayerlacher von 1955 bis 1959 Außenpolitik an der Deutschen Akademie für Staats- und Rechtswissenschaft in Potsdam-Babelsberg. Sein Studium schloss er als Diplomstaatswissenschaftler ab. Von 1971 bis 1974 studierte er an der Parteihochschule der SED mit dem Abschluss Diplomgesellschaftswissenschaftler und war Mitglied der SED. 
Von 1950 bis 1955 war Bayerlacher Funktionär im Bezirksvorstand der IG Bergbau Cottbus. Im Jahr 1959 begann er seine Tätigkeit im Ministerium für Auswärtige Angelegenheiten der DDR (MfAA). Er war von 1962 bis 1964 Konsul am Generalkonsulat in Burma, von 1965 bis 1969 leitete er als Generalkonsul das Generalkonsulat in Indonesien. Von 1969 bis 1971 war er Stellvertreter des Leiters der 2. Außereuropäischen Abteilung (Südostasien) im MfAA. Vom 16. Januar 1975 bis 1977 war er Botschafter in Dhaka (Bangladesch), danach wieder Stellvertreter des Leiters der 2. Außereuropäischen Abteilung (Süd- und Südostasien). Von 1979 bis 1987 war Bayerlacher Leiter der Abteilung Ost- und Zentralafrika im MfAA und vom 28. März 1987 bis 1990 Botschafter der DDR in Äthiopien.  

## Auszeichnungen
- 1976 Orden Banner der Arbeit Stufe III
- 1980 Vaterländischer Verdienstorden in Bronze